# Тиханович, Поликарп Васильевич
Поликарп Васильевич Тиханович (Тихонович) (1813—1888) — российский педагог, действительный статский советник, профессор Харьковского университета, директор Первой Харьковской гимназии.

## Биография
Родился 22 февраля (6 марта) 1813 года в деревне Рашевке Гадячского уезда Полтавской губернии в купеческой семье. 

Харьковская губернская гимназия

Учился в Переяславской духовной семинарии, затем — на историко-филологическом отделении философского факультета Харьковского университета, курс которого в 1838 году окончил со степенью кандидата.
В службу вступил 7 января 1838 года: преподавал латинский язык в Харьковской гимназии. В 1841 году получил степень магистра классической филологии.
В 1849—1858 гг. был инспектором Курской мужской гимназии, причём в течение 1849—1852 гг. часто исправлял должность директора училищ Курской губернии.
В 1858 году был определен адъюнкт-профессором Харьковского университета по кафедре греческой и римской филологии, в 1859 году исполняющим должность экстраординарного, а в 1862 году ординарного профессора.
Также он состоял инспектором классов Харьковского женского института. С 12 июня 1868 года занимал должности директора училищ Харьковской губернии и Первой Харьковской гимназии; был награждён орденом Св. Владимира 4-й степени за XXXV лет службы; с 1874 года был только директором гимназии (директором училищ стал Николай Григорьевич Жаворонков); 24 декабря 1871 года был произведён в действительные статские советники. В 1879 году получил орден Св. Станислава 1-й степени, 15 мая 1883 года — орден Св. Анны 1-й степени.
Умер 4 (16) мая 1888 года в Харькове.